# Roc la Tour

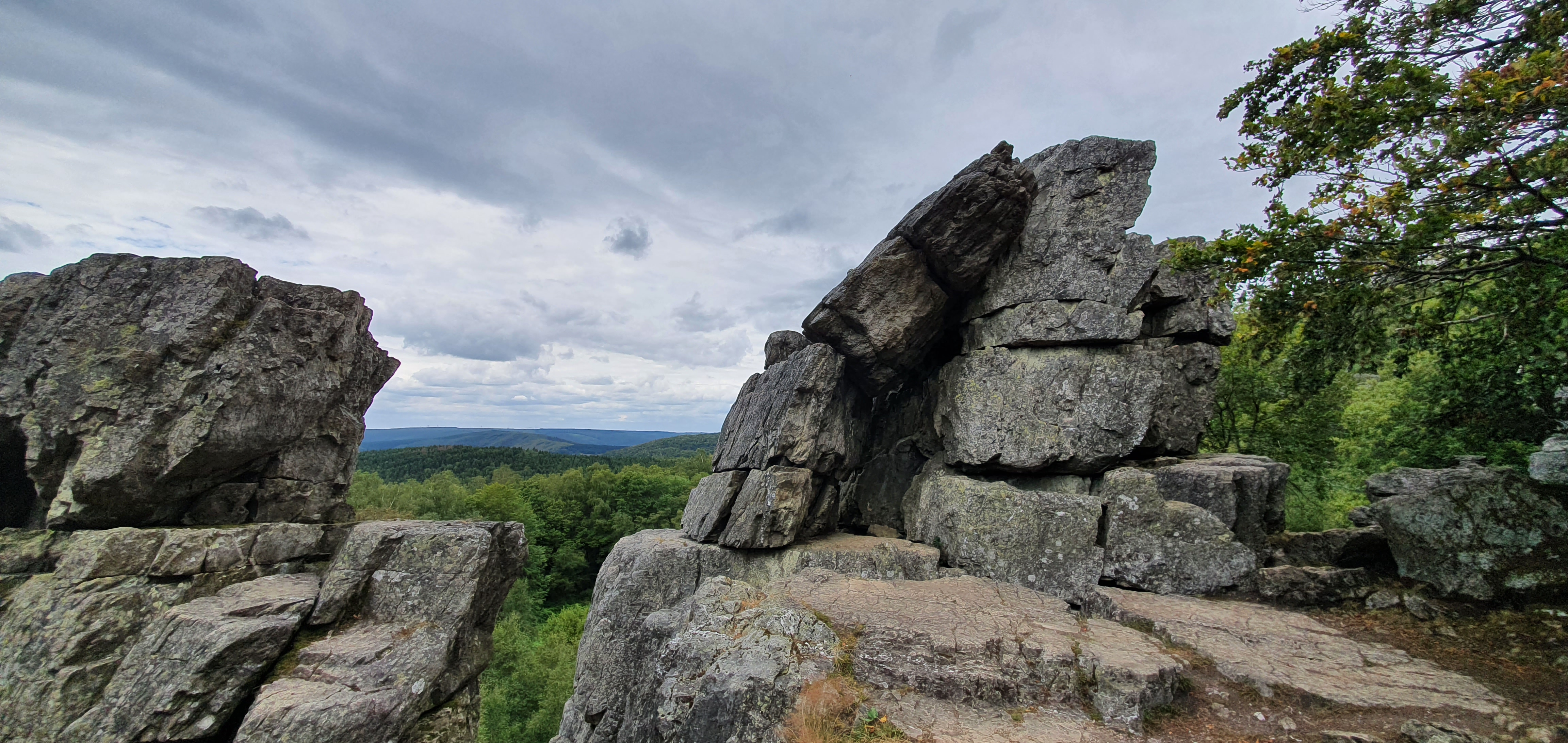
Roc-la-Tour

Roc-la-Tour ist der Name einer Stätte auf ca. 407 m im Staatswald von Château-Regnault auf den Höhen von Monthermé in den Ardennen im französischen Département Ardennes. In Monthermé fließt die Semois in die Maas. Roc-la-Tour sind Quarzitblöcke aus dem Mittelkambrium, die imposant aufgestapelt sind.
Durch Dekret vom 20. August 1935 ist Roc-la-Tour ein denkmalgeschütztes oder eingetragenes Gebiet in Frankreich (französisch Site classé ou inscrit en France) auf der Grundlage von künstlerischen, malerischen, wissenschaftlichen, historischen und legendären Kriterien.

## Archäologische Untersuchungen

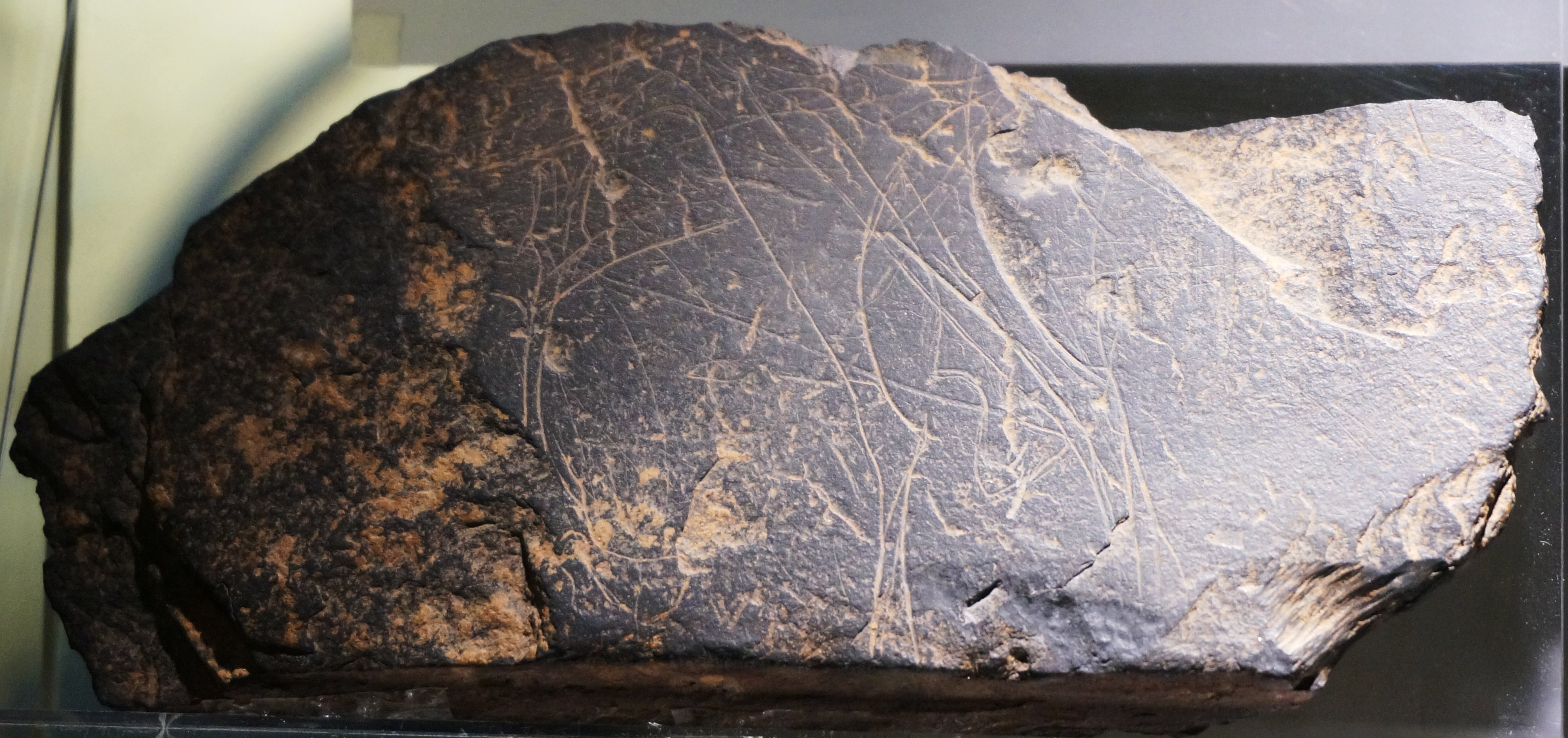
Stein mit Gravuren (Hirsche, Bären), Museum der Ardennen

Zahlreiche archäologische Untersuchungen haben ergeben, dass dieser Ort bereits zur Zeit des Magdalénien (13. Jahrtausend v. Chr.) besiedelt war. Als erster hatte im Jahr 1970 Rémy Pia hier Untersuchungen durchgeführt. Jean-Georges Rozoy, seine Frau Colette  und ein Team von Freiwilligen führten von 1980 bis 1986 Ausgrabungen durch. Archäologische Funde werden im Musée de l 'Ardenne in Charleville-Mézières aufbewahrt.

## Die Legende
Die Legende vom Schloss des Teufels (französisch Château du diable) spielt hier und versucht die Anhäufung und Anordnung der Steine zu erklären.
Vor langer, langer Zeit wollte ein armer Herr, der seiner Liebsten gefallen wollte, ein prächtiges Schloss bauen. Da ihm die Mittel fehlten, wandte er sich an den Teufel. Als Gegenleistung für den Bau dieses Schlosses – der über Nacht fertig gestellt sein sollte – verkaufte er seine Seele an den Teufel. Das Schloss sollte vor dem ersten Krähen des Hahnes fertiggestellt sein. Mit seiner Armee von Zauberern, Gnomen, Goblins und anderen fantastischen Kreaturen war Satan gekommen und kurz davor, in seinem Unternehmen Erfolg zu haben, als ein Hahn, der vom Lärm geweckt wurde und glaubte, die Morgendämmerung sei angebrochen, seinen Schrei ausstieß. Da das Schloss noch nicht ganz vollendet war, glaubte der Teufel seine Wette verloren zu haben. Aus Wut zerstörte er seine Arbeit und ein Teil der Steine stürzte bis in die Semois und die Überreste oben bildeten die Säulen von Roc-la-Tour.

## Eindrücke

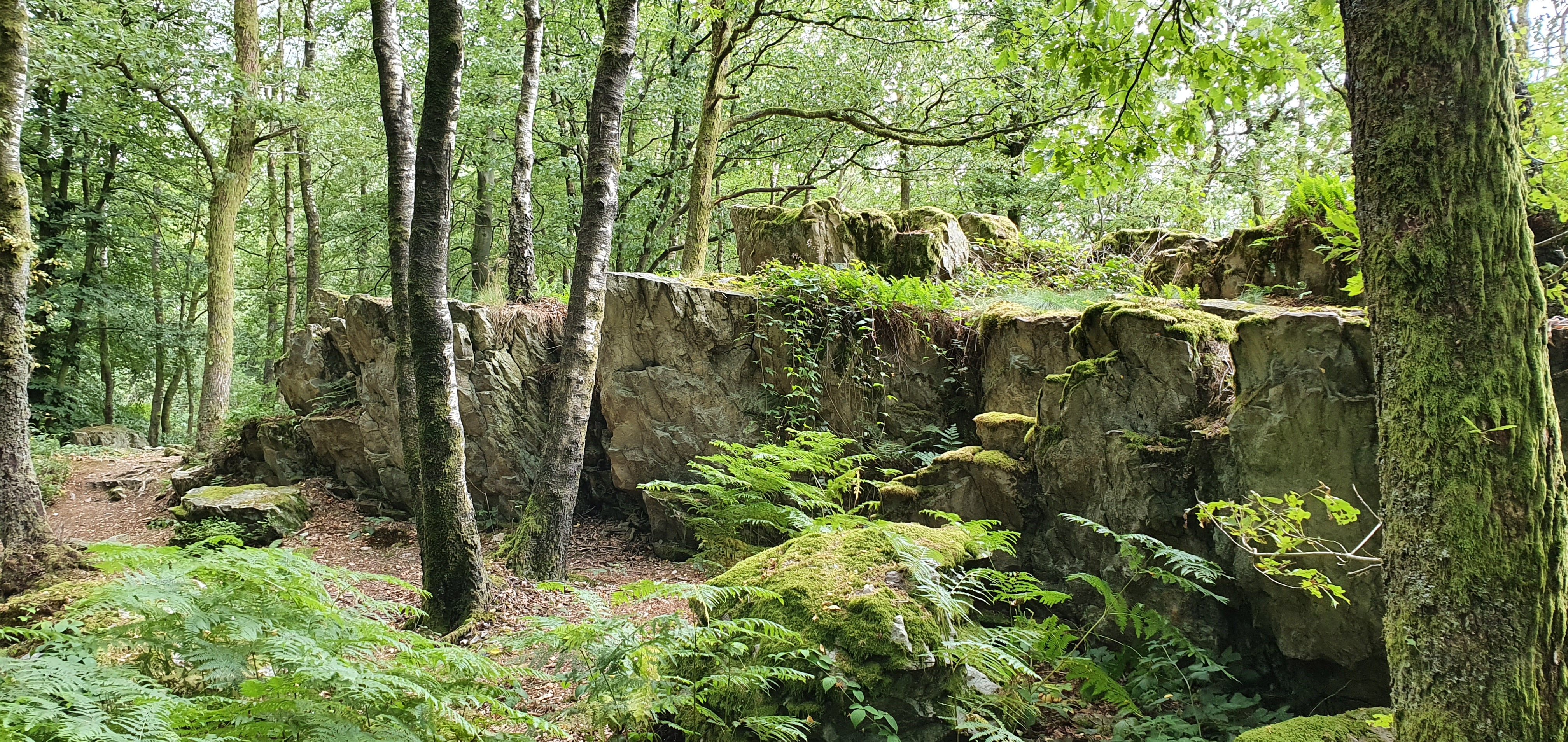
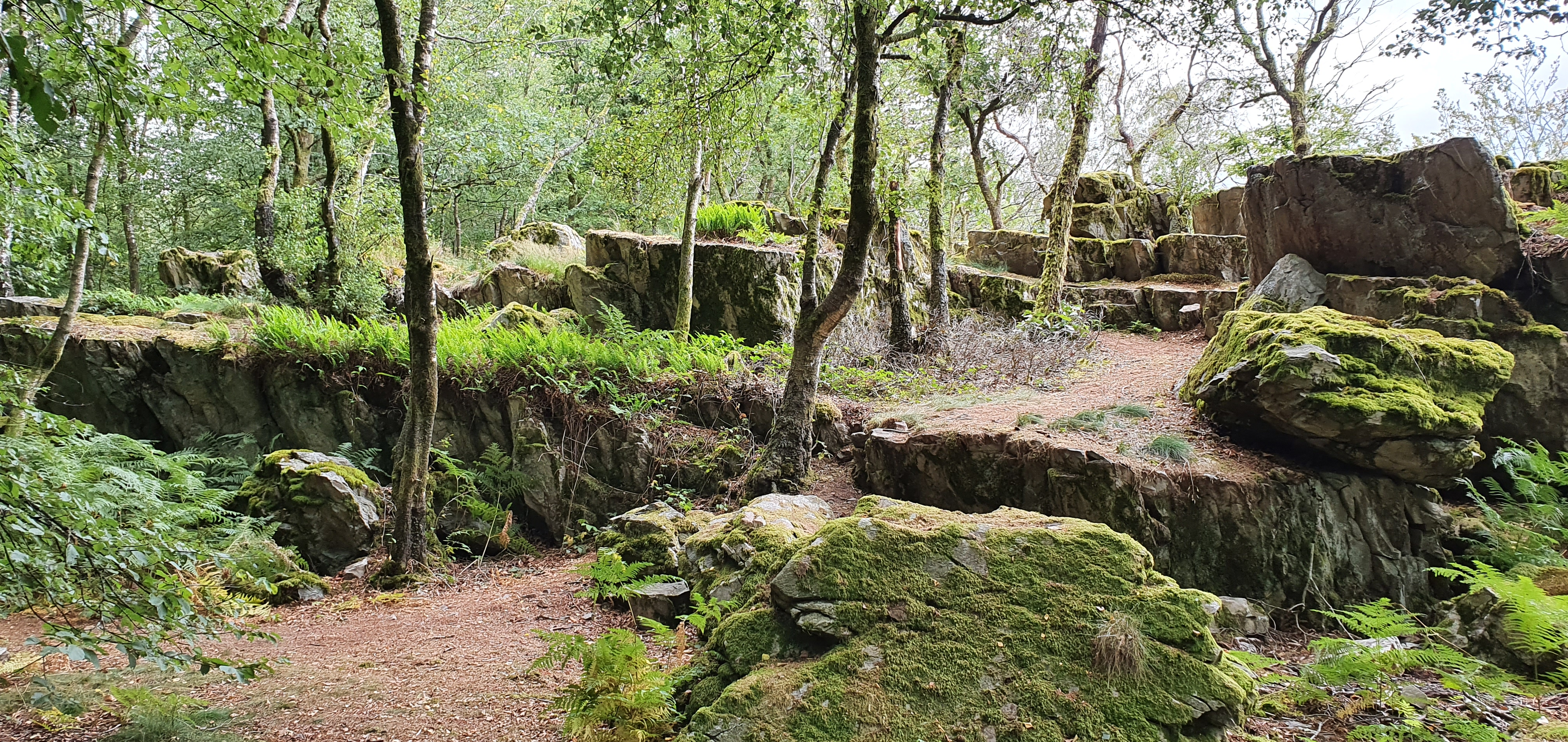
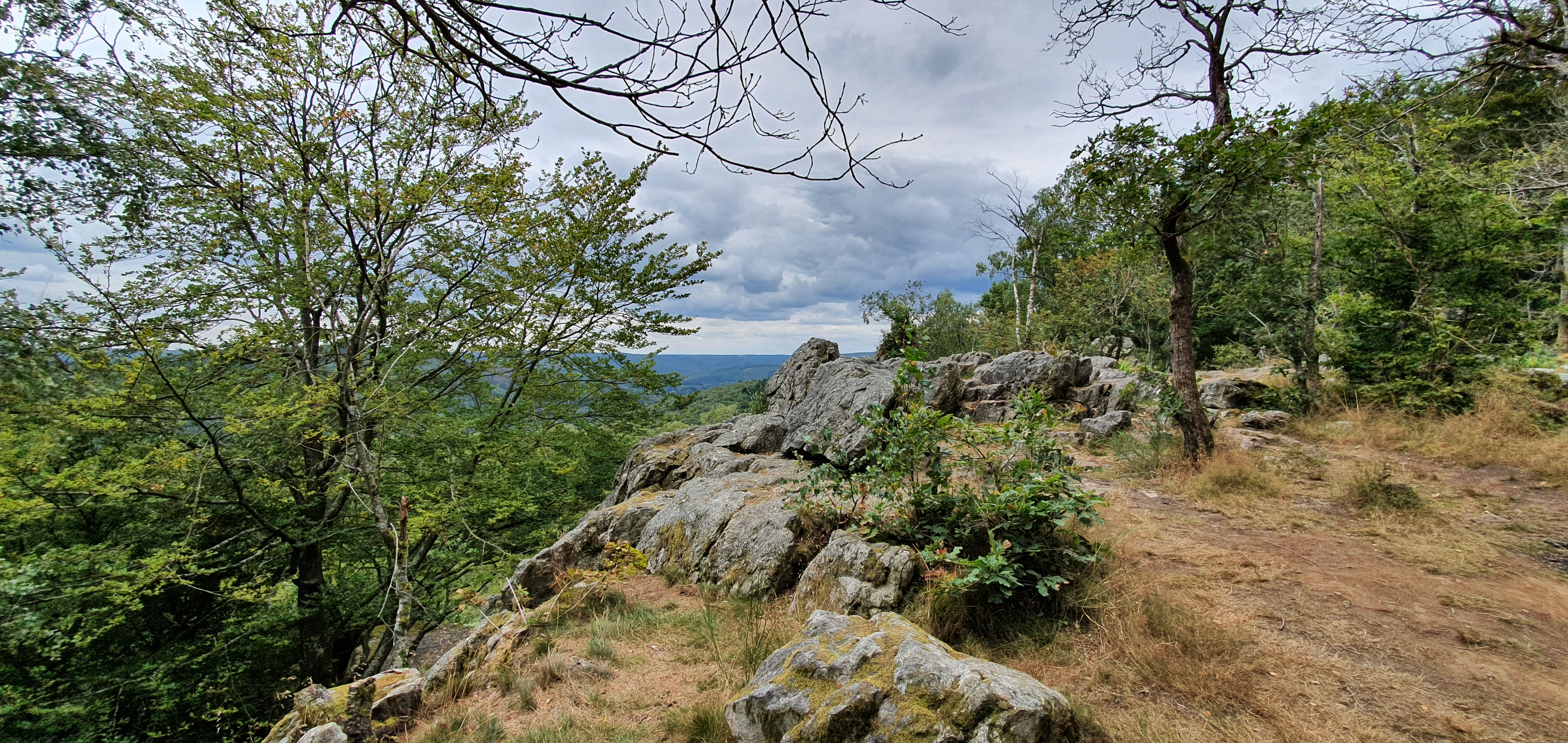
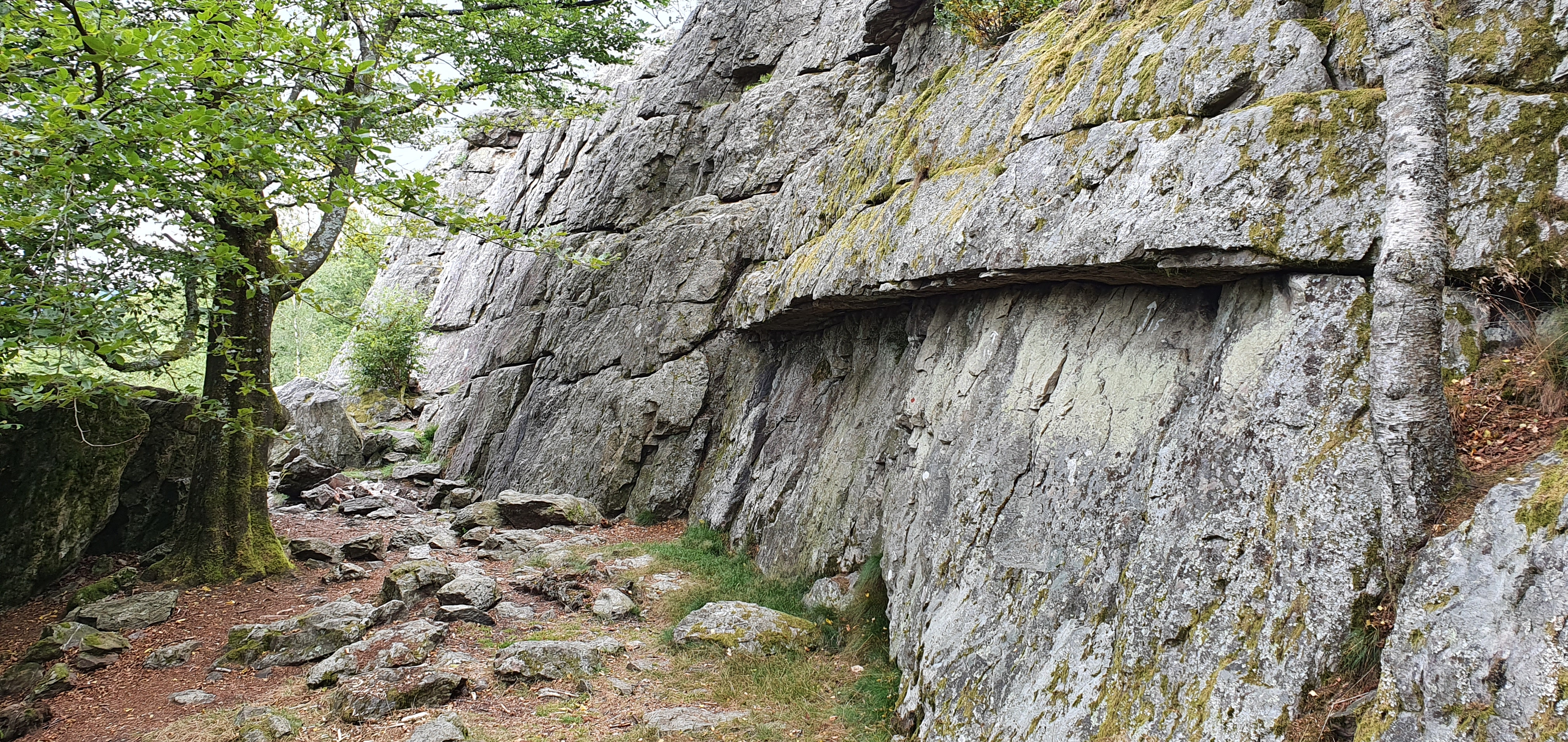
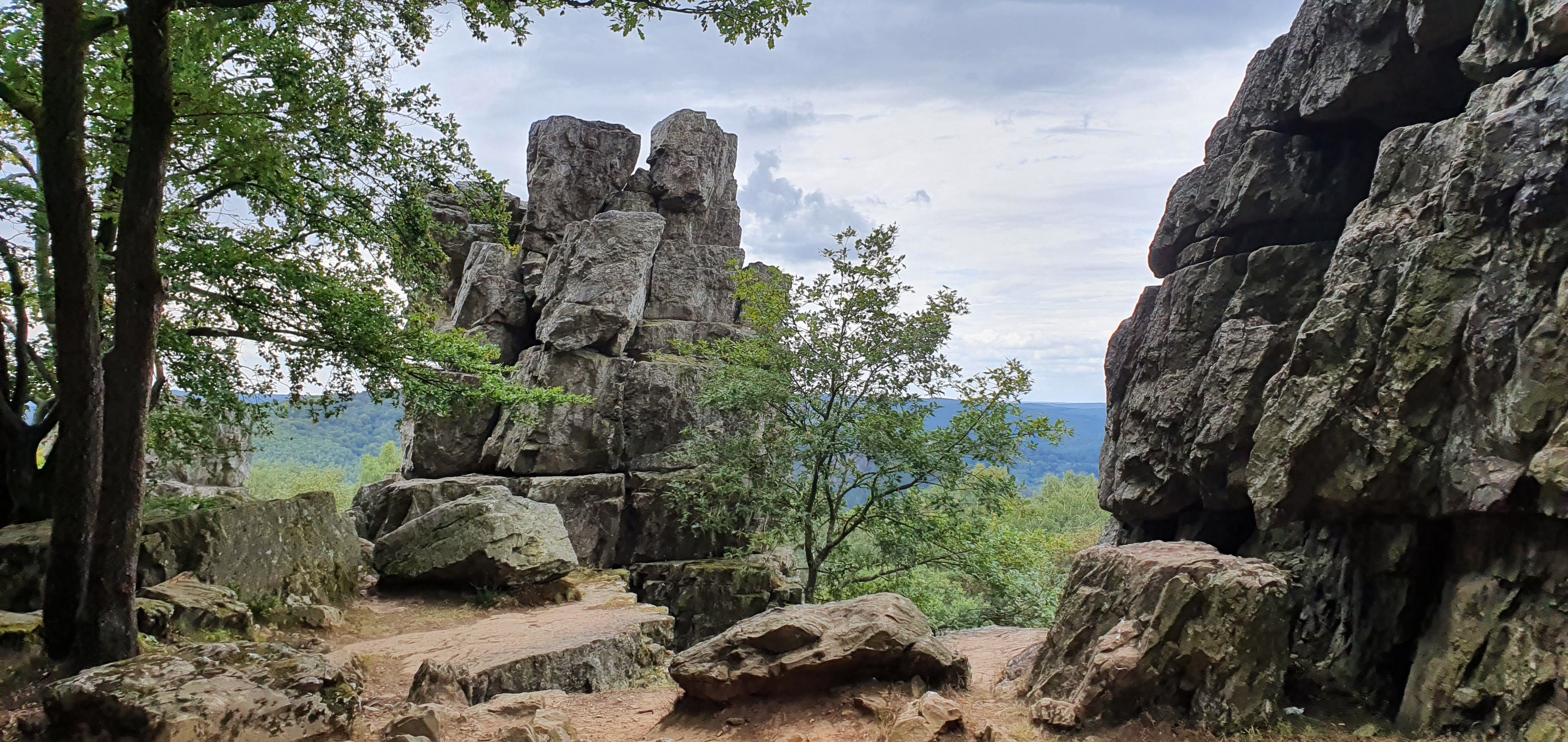
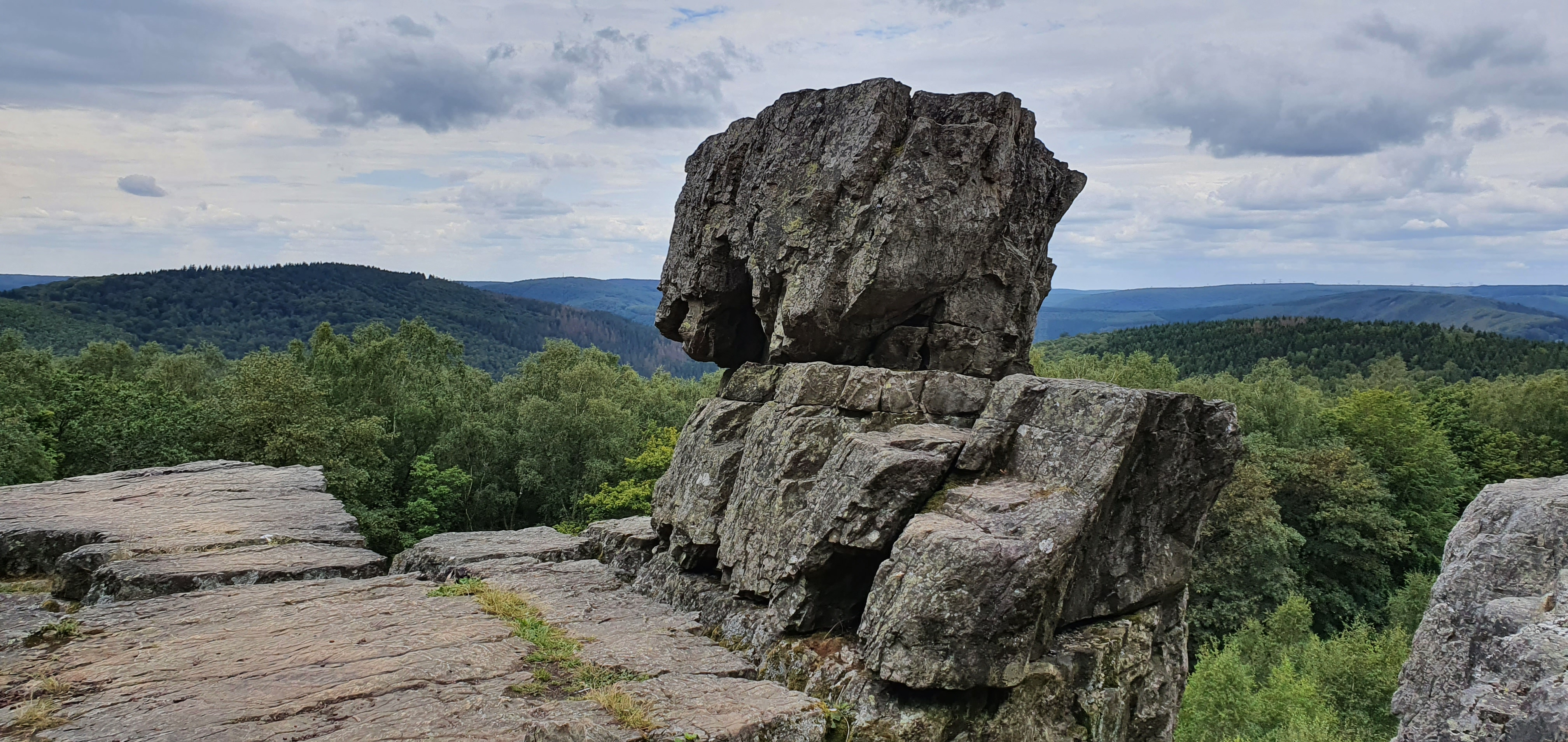

## Sport
Heute wird die Stätte regelmäßig zum Klettern genutzt und verfügt über ca. 40 Kletterrouten mit verschiedenen Schwierigkeitsgraden.
Der jährliche Ardennen-Megatrail (AMT) (französisch Ardennes Méga trail), ein Ausdauerlauf inmitten der Natur, führt traditionell durch diese touristische Attraktion.